# Jan Østby
Jan Østby född 29 november 1902, död 1986, var en norsk lärare och barnboksförfattare från Tjølling i Larvik. Han utbildade sig vid Hamar lærerskole och arbetade som lärare i Stokke och Sandar innan han 1956 blev skolinspektör i Tjølling. 1935 debuterade han med Gutter på hvalfangst, och skrev flera romaner och dokumentärböcker om valfångst, sjöfart.